# Hebronmassakren 1929
Hebronmassakren refererer til massemordet på 67 jøder i Hebron den 23. og 24. august 1929. Hebron hørte på den tid under det britiske mandatområde i Palæstina.
Araberne udløste voldsomhederne mod den jødiske befolkning på grundlag af falske rygter om, at jøderne massakrerede arabere i Jerusalem og havde taget kontrol over de hellige steder.[kilde mangler]
De overlevende blev tvungne på flugt fra Hebron, og deres ejendomme blev overtaget af arabiske indbyggere og okkuperede frem til seksdageskrigen i 1967. [kilde mangler]
Hændelsen ledte også til reorganisering og udvikling af den jødiske forsvarsorganisation Haganah, som senere blev rygraden i de israelske forsvarsstyrker.

## Historie
Baggrunden var to demonstrationer, som fandt sted den 15. august, hvor en gruppe zionister fejrede mindet af templets ødelæggelse med en procession til Klagemuren og en sørgegudstjeneste i den da snævre gyde foran muren. Da demonstrationen rummede zionistiske flag, taler og sang, blev den af araberne opfattet som en politisk provokation, og dagen efter - der tilfældigvis er profetens fødselsdag - arrangerede araberne en moddemonstration, hvor besøgende fra moskéen al-Aqsa gik langs muren og ødelagde nogle af de bønnepapirer, som i henhold til gammel jødisk skik var indstukkede i murrevner. De to demonstrationer forvoldte en vis nervøsitet, og da om lørdagen en fodbold under en jødisk fodboldkamp havnede på en muslimsk mark, opstod der slagsmål, da bolden blev hentet, og en ung jøde fik svære knivsår og døde på sygehus den 20. august. Den følgende dag blev han begravet, og denne udviklede sig til en national jødisk demonstration.
Den næste dag var stilhed før stormen, men arabere fra omegnen begyndte i stort tal at komme til byen, og fredag den 23. efter middagsbønnen samledes et stort antal moskébesøgende bevæbnede med knive, geværer, stokke og lignende. Efter gudstjenestens afslutning drog de i grupper til flere jødekvarterer og overfaldt alle jøder på deres vej. Myndighederne var i begyndelsen magtesløs: politistyrken var beskeden og bestod overvejende af arabere, som ikke ansås ganske pålidelige til indgriben mod trosfæller. Om eftermiddagen havde man imidlertid formået at samle nogle hundrede britiske "ekstra konstabler", blandt andet Oxford-studenter, som var på turistbesøg i den hellige by. Om aftenen ankom panservogne og flyvemaskiner fra en militærlejr ved Ramleh. Det lykkedes her efter at opretholde roen i bymidten, men uroen spredte sig i stedet til Jerusalems omgivelser og i løbet af lørdagen til en række andre byer.
Rygter om, at jøderne forsøgte at bemægtige sig eller ødelægge Omars moské spredtes og opildnede den arabiske fanatisme. En omfattende massakre indtrådte om lørdagen i Hebron, grænseuroligheder i Jaffa, et heftigt angreb mod den endnu ret nye jødiske koloni Tel Aviv. Myndighederne fik lørdag eftermiddag forstærkninger i form af 50 mand i flyvemaskiner fra Egypten, og om søndagen kom fra Egypten general Dobbie med 600 mand walesiske tropper, af hvilke mindre styrker sendtes til Jaffa og Tel Aviv. Om mandagen og tirsdagen ankom orlogsskibe med marinesoldater fra Malta. Flyvepatruljering blev arrangeret over hele landet, og fredag den 30. august havde general Dobbie fået samlet en så stærk bevogtning, at moskébesøgende forholdt sig i ro. En mindre pogrom i Safed i det nordlige Galilæa betegnede den sidste udløber af urolighederne. Mange enligt beliggende jødiske nybyggergårde var imidlertid blevet plyndrede eller ødelagte.
En britisk undersøgelseskommission under ledelse af en pensioneret kolonioverdommer blev sat til at udrede de nærmere omstændigheder omkring urolighedernes opkomst, og i de arabiske lejre ved ørkenranden foretoges massearrestationer og plyndringsbytte blev i stor skala beslaglagt.